# A Feast for Crows
A Feast for Crows (littéralement « Un festin pour les corbeaux ») est le quatrième livre de la saga Le Trône de fer écrite par George R. R. Martin. Le livre a été publié en version originale en 2005, puis en version française de 2006 à 2007. Il se concentre sur les événements se déroulant dans la partie centrale (Conflans, Val d'Arryn, Port-Réal) et méridionale (Bief, Dorne) du continent de Westeros.

## Publication française
Pour les articles homonymes, voir Le Chaos.
Le livre a initialement été découpé en trois parties par l'éditeur Pygmalion :
- Tome 10 : Le Chaos, mai 2006  (ISBN 978-2-756-40035-8)
- Tome 11 : Les Sables de Dorne, octobre 2006  (ISBN 978-2-7564-0069-3)
- Tome 12 : Un festin pour les corbeaux, novembre 2007  (ISBN 978-2-756-40125-6)

Ces trois tomes ont ensuite été publiés en format poche par l'éditeur J'ai lu :
- Tome 10 : Le Chaos, juin 2007  (ISBN 978-2-290-00147-9)
- Tome 11 : Les Sables de Dorne, novembre 2007  (ISBN 978-2-290-00297-1)
- Tome 12 : Un festin pour les corbeaux, janvier 2009  (ISBN 978-2-290-01080-8)

Les trois tomes ont ensuite été réunis en un seul volume intitulé Le Trône de fer, l'intégrale 4 pour correspondre au format d'origine :
- J'ai lu, septembre 2010  (ISBN 978-2-290-02217-7)
- Pygmalion, mars 2013  (ISBN 978-2-756-40841-5)

## Résumé
Le chaos le plus total règne dans les Sept Couronnes de Westeros, dont le monarque officiel est désormais le jeune Tommen Baratheon. Dans les Îles de Fer, les deux frères et la fille de feu Balon Greyjoy se disputent sa succession, alors qu'à Dorne, seule la légendaire prudence du prince Doran Martell permet au pays de ne pas partir en guerre contre les Lannister et les Tyrell. Des cinq rois proclamés qui se disputaient le Trône au début de la guerre, en l'occurrence Joffrey, Renly et Stannis Baratheon, Robb Stark (« Roi du Nord ») et Balon Greyjoy (« Roi des Îles de Fer »), un seul, Stannis Baratheon, est encore en vie mais il a choisi de rejoindre le Mur à la tête de ses forces réduites.
La succession de Balon Greyjoy prend la tournure d'États Généraux sous la tutelle d'un des frères du défunt roi : Aeron, dit Tifs-Trempes. Trois personnes se disputent le Trône de Grès : Asha Greyjoy, fille de Balon ; Victarion, amiral ; et Euron, dit le Choucas, ces deux derniers étant les frères de Balon. C'est finalement le Choucas qui l'emporte et, de dépit, Asha disparaît avec son équipage et Aeron jure qu'il soulèvera le peuple contre son nouveau roi. Euron décide de continuer les raids et promet monts et merveilles aux marins des îles de Fer mais vise cette fois la maison Tyrell. Il connaît des succès en décimant une partie de la flotte adverse et en annexant quelques terres ; il sait néanmoins qu'un soutien lui est nécessaire s'il veut conquérir Westeros. Le Choucas envoie Victarion prendre contact avec Daenerys pour ramener les dragons. Victarion, qui voue une haine tenace à son frère, a cependant ses propres plans. À Dorne, la fille du prince Doran, Arianne Martell, tente de faire couronner Myrcella, la sœur de Tommen, reine des Sept Couronnes par application du droit dornien qui consacre le droit des femmes à régner ; néanmoins son père, qui a été alerté de son projet, la fait arrêter et emprisonner. Devant les accusations d'Arianne qui le prend pour un faible, Doran lui révèle qu'il a son propre plan pour se venger des Lannister et qu'il a envoyé son fils, Quentyn Martell, aux fins de réaliser une mission secrète de la plus haute importance.     
C'est maintenant Tommen, frère cadet de Joffrey, qui est le monarque des Sept Royaumes mais c'est en réalité sa mère, Cersei Lannister, qui détient le pouvoir. Celle-ci est furieuse que Tyrion ait réussi à s'évader de sa cellule après avoir assassiné Tywin, échappant ainsi à la mort certaine qui l'attendait. En effet, une prophétie qui lui a été faite par une maegi (sorte de sorcière) alors qu'elle était enfant lui a révélé que son frère la tuerait un jour - du moins est-ce ainsi qu'elle l'interprète. Quant à ses relations avec son frère jumeau et ancien amant, Jaime, elles se détériorent de plus en plus, à tel point que Cersei cherche à l'éloigner de la Cour. Les Tyrell, et notamment la jeune reine Margaery, restent l'ultime obstacle entre Cersei et le pouvoir absolu. Cersei éloigne Loras Tyrell en l'envoyant s'emparer de Peyredragon, et le fougueux chevalier est grièvement blessé en dirigeant l'assaut victorieux sur la forteresse. Elle entreprend ensuite une machination pour abattre la jeune Margaery Tyrell en l'accusant de tromper son époux le roi Tommen. Le piège se referme sur les deux femmes à cause du nouveau Grand Septon, dont Cersei a malencontreusement accru la puissance en rétablissant les ordres combattants. Accusée à son tour d'adultère et de forfaiture, recluse dans un cachot, Cersei envoie une lettre à son frère jumeau le suppliant de revenir à Port-Réal pour l'aider. Le pouvoir est désormais exercé par le Conseil royal qui appelle Kevan Lannister à régner en tant que Régent du royaume.
De son côté, Jaime est envoyé par Cersei à Vivesaigues achever le siège qui s'éternise. Grâce à une négociation avec Edmure Tully, il prend la ville sans effusion de sang ; néanmoins Brynden Tully, qui dirigeait la garnison, a réussi à s'échapper. Lorsque Jaime reçoit le message de sa sœur le conjurant de revenir, il préfère le brûler. Quant à la malheureuse Brienne, elle est missionnée par Jaime avant son départ de Port-Réal pour retrouver Sansa et la mettre en sécurité. Elle  entame donc un périple à travers Westeros, ne disposant que de quelques maigres indices en tout et pour tout. Elle finit par se faire capturer par la bande de hors-la-loi de lord Béric Dondarrion. Celui-ci a donné sa vie pour ressusciter Catelyn Stark, et c'est désormais elle, sous le nom de lady CœurdePierre, qui les dirige et pend tous ceux qui ont été mêlés aux « Noces pourpres ». Catelyn fait pendre Brienne car elle la pense coupable de trahison. Alors que la corde commence à l'étrangler, Brienne crie un mot.
À l'insu de tous, c'est Lord Petyr Baelish, dit Littlefinger, qui a amené Sansa loin de Port-Réal en la faisant passer pour sa fille née hors mariage. Ils ont regagné la sécurité du Val d'Arryn où Littlefinger, après avoir tué son épouse Lysa Arryn, se trouve en butte à l'hostilité de ses puissants vassaux. Il les réunit sous son toit et, grâce à d'habiles manipulations, réussit à disposer d'un délai d'un an en tant que Régent du Val. Littlefinger explique à Alayne, le nouveau nom de Sansa, qu'une fois passé ce délai, la plupart de ses vassaux seront soit morts de manière naturelle, soit de son côté. La sœur de Sansa, la farouche Arya, a quant à elle réussi à gagner la Cité libre de Braavos où elle trouve refuge dans la « Demeure du Noir et du Blanc », un temple où sont formés les Sans-Visages et où elle commence à recevoir leur enseignement. Mais celui-ci implique de renoncer à son identité et Arya y rechigne. En punition, elle est rendue aveugle. 
Jon Snow a, de son côté, envoyé son ami Samwell Tarly et la jeune femme rencontrée au nord du Mur, Vère, à Villevieille afin qu'il s'y forme à la succession de Mestre Aemon. Ce dernier, âgé de 102 ans, l'accompagne d'ailleurs dans le long voyage maritime qui doit les mener à l'extrême sud du continent, mais il ne tarde pas à tomber malade. Contraints de faire escale à Braavos, c'est là qu'ils apprennent les rumeurs qui courent à propos de Daenerys et de ses dragons. Mestre Aemon charge Samwell de transmettre la nouvelle aux mestres de Villevieille et meurt peu après. Arrivé à Villevieille, Samwell confie tout ce qu'il sait à l'archimestre Marwyn, celui-ci décidant aussitôt de partir offrir ses conseils à Daenerys.

## Personnages principaux
L'une des particularités du roman est la façon dont sont structurés les chapitres. En effet, chaque chapitre du roman est raconté selon le point de vue à la troisième personne des personnages principaux (nommés personnages PoV). Le prologue et l'épilogue suivent chacun le point de vue d'un personnage secondaire qui n'apparaît plus par la suite, le plus souvent parce qu'il trouve la mort à la fin.
Voici la liste des personnages PoV de ce quatrième tome :
- Cersei Lannister, reine régente des Sept Couronnes (10 chapitres);
- Brienne de Torth, en quête de Sansa (8 chapitres);
- Jaime Lannister, Lord Commandant de la Garde Royale (7 chapitres);
- Samwell Tarly, ami de Jon Snow et membre de la Garde de Nuit (5 chapitres);
- Arya Stark, désormais connue sous le nom de « Cat des Canaux » (3 chapitres);
- Sansa Stark, qui se fait passer pour « Alayne Stone », fille bâtarde de Littlefinger (3 chapitres);
- Aeron Greyjoy, dit Tifs-Trempes, prophète du Dieu Noyé (2 chapitres);
- Arianne Martell, fille du prince Doran (2 chapitres);
- Victarion Greyjoy, capitaine de la Flotte de Fer (2 chapitres);
- Areo Hotah, capitaine des gardes du prince Doran Martell (1 chapitre);
- Arys du Rouvre, chevalier de la Garde Royale en mission à Dorne (1 chapitre);
- Asha Greyjoy, la fille de Balon Greyjoy (1 chapitre).

## Accueil et distinctions
A Feast for Crows est entré directement à la 1re place de la New York Times Best Seller list le 27 novembre 2005 et est resté 5 semaines dans ce classement, dont une à la 1re place.
En 2006, A Feast for Crows a été nommé au prix Locus du meilleur roman de fantasy, terminant à la deuxième place, au prix Hugo du meilleur roman et au prix British Fantasy du meilleur roman.